# Счётчик национального долга США

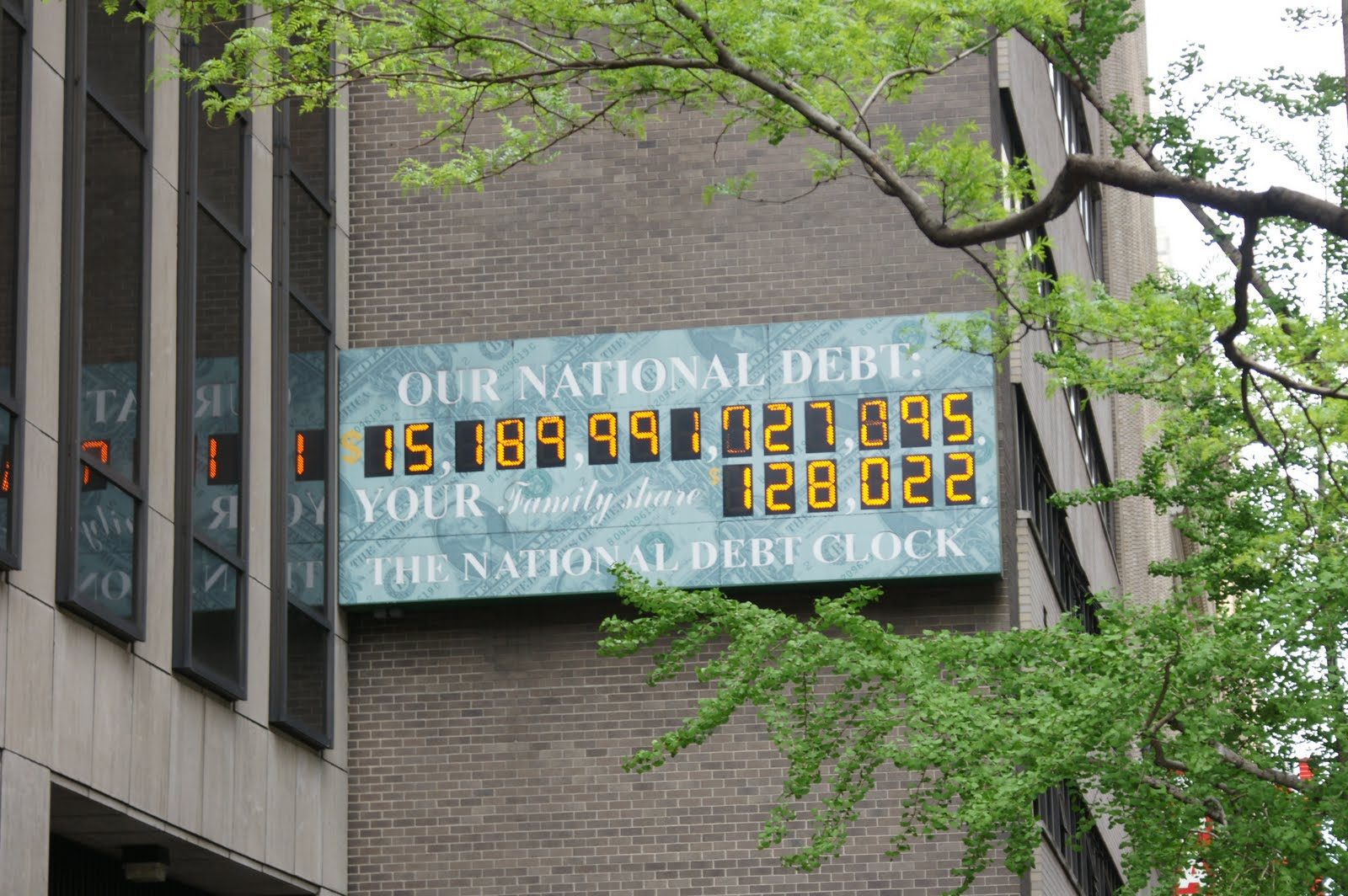
Фотография второго счётчика в апреле 2012 года, 15 трлн.

Счётчик национального долга — табло, установленное на одном из зданий Манхэттена (Нью-Йорк), недалеко от Таймс-сквер, с западной стороны Брайант-парка, к западу от 6-й Авеню, между Вест 42-й и 43-й Стрит. Отображает изменяющуюся в реальном времени оценку размера суммарного государственного долга США (как перед частными лицами так и перед другими государствами). В первой строке указана общая сумма долга, во второй — средняя доля долга, приходящаяся в среднем на каждую семью. Прибор установлен и обслуживается компанией Durst Organization.
Создан по инициативе бизнесмена Сеймура Дюрста, который хотел таким образом привлечь внимание общественности к огромному госдолгу США. Первый счетчик размером 3,4 на 7,9 метра с 13-разрядным матричным индикатором был установлен в 1989 году, на тот момент долг составлял $2,7 трлн и увеличивался. Счетчик отключался в 2000—2002 годах, когда размер долга уменьшался (техническая начинка прибора не была приспособлена к уменьшению отображаемой суммы). Во время отключения табло было закрыто цветной тканью.

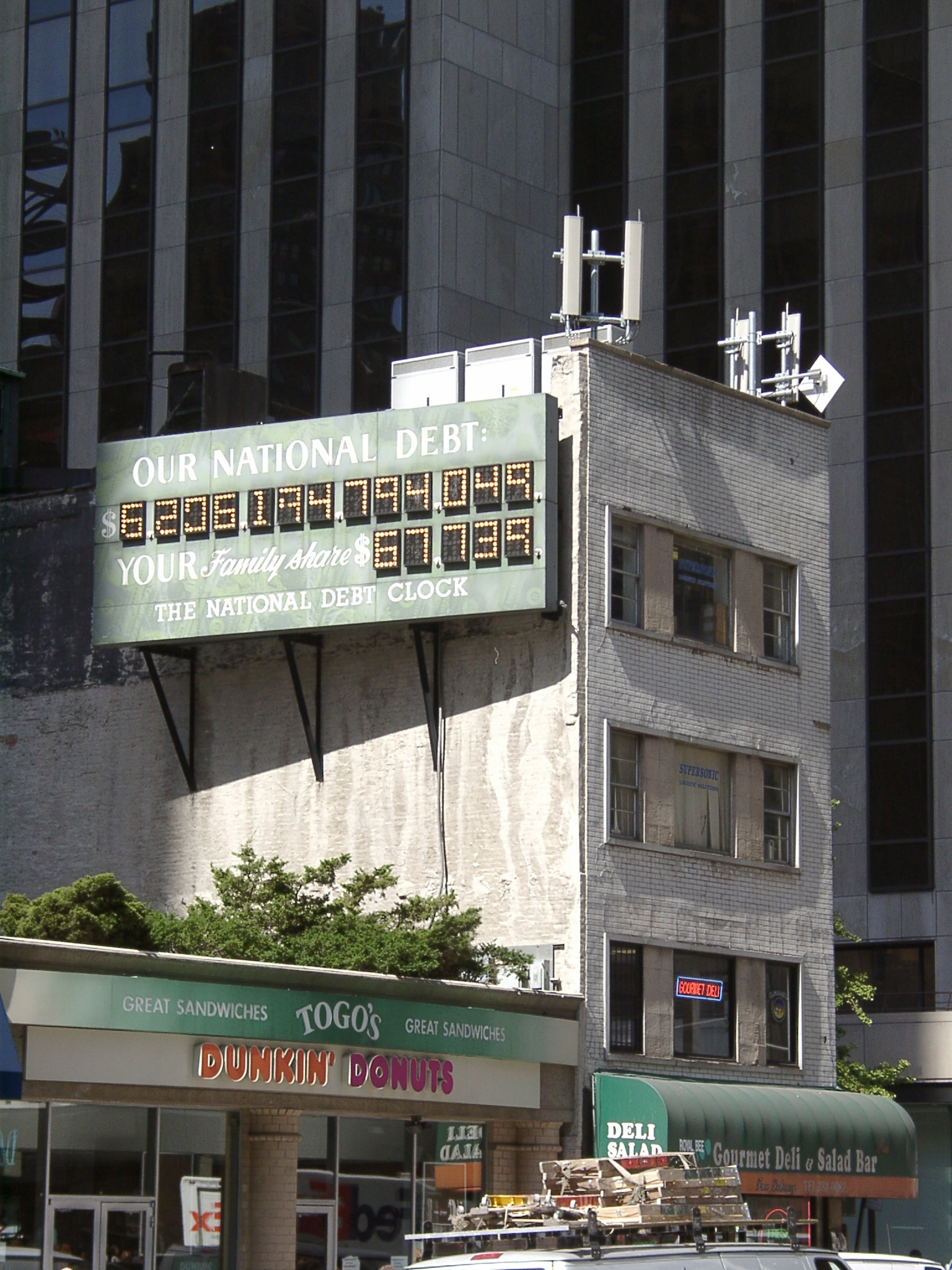
Оригинальный счетчик, долг 6 трлн, сентябрь 2002 года.

В 2004 году оригинальный счетчик был демонтирован, и аналогичный прибор был установлен в соседнем квартале. У нового счетчика использован матричный индикатор более высокого разрешения, а отображаемые цифры стилизованы под семисегментный индикатор.
В октябре 2008 года, когда долг превысил 10 триллионов, СМИ сообщали, что у счётчика закончилась разрядность. В качестве временного решения 14-й сегмент, в котором ранее выводился знак доллара ($), был переключен на отображение цифры.
Счётчик обновляет сумму автономно, согласно еженедельно закладываемой в него средней скорости роста госдолга.
На январь 2012 года обязательства США (внешние и внутренние) превысили 15 триллионов долларов.
В сентябре 2017 года после того, как госдолг США превысил отметку в 20 трлн долларов, счетчик был снят и отправлен на модернизацию. После полугодового ремонта его установили вблизи Брайант-парка 1, рядом с изначальным местоположением.
1—2 февраля 2022 года госдолг США превысил отметку в 30 трлн долларов. Осенью 2024 года госдолг США превысил 36 трлн. долларов.

## В популярной культуре
Часы показаны в документальном фильме 2006 года «Maxed Out», посвящённом государственному долгу. В фильме появляются несколько членов семьи Дюрст.